# Русская эмиграция второй волны
Русская эмиграция второй волны — название граждан СССР, которые во время Второй мировой войны по разным причинам оказались на территории нацистской Германии и других стран Европы, а по окончании войны не вернулись в СССР.
Частью это были люди, угнанные на работы в Германию, советские военнопленные. Часть из них после войны отказалась вернуться в СССР. Кроме того, при отступлении немецких оккупантов и их союзников из СССР некоторые жители оккупированных территорий добровольно эвакуировались из СССР. Значительная часть эмигрантов «второй волны» так или иначе была вовлечена в коллаборационистскую деятельность. Некоторые (например Б. Ширяев, Н. Нароков, С. Максимов, Р. Иванов-Разумник) до войны были репрессированы и побывали в заключении в СССР, что повлияло на их решение не возвращаться в СССР (а также зачастую до того — на решение сотрудничать с немецкими оккупантами). Другие (например, Д. Кленовский, И. Елагин, Н. Моршен, О. Анстей) испытывали страх перед возможными репрессиями в случае возвращения в СССР из-за своего происхождения, родства с «врагами народа».
При этом следует иметь в виду, что в соответствии с соглашением, принятым на Ялтинской конференции 11 февраля 1945 года, граждане, проживавшие в СССР на 1 сентября 1939 года, должны были быть переданы советским властям независимо от их желания. Также по требованию советских властей насильственной репатриации подлежали лица, вне зависимости от места проживания на 1 сентября 1939 года, «которые сотрудничали с неприятелем».
Поэтому в 1945 году американские, британские и французские власти осуществляли насильственную выдачу в СССР советских граждан, которые после окончания войны оказались в американской, британской, французской зонах оккупации Германии, а также Австрии. Часть этих людей (но далеко не все) действительно участвовала в коллаборационистской деятельности.
При этом не подлежали насильственной репатриации в СССР те советские граждане, которые до 1 сентября 1939 года жили на территориях, тогда ещё не входивших в СССР (Прибалтика, Западная Белоруссия, Западная Украина, Буковина, Бессарабия). Поэтому в британской, американской и французской оккупационных зонах появились лагеря «перемещённых лиц», объединившие людей по языковому признаку — польские, латышские, литовские, эстонские, украинские и белорусские.
...Угрожают выдачи!

Нансеновским паспортом

Запасайся — иначе

Попадёшься аспидам!

Чтоб избегнуть жребия

Этого проклятого, —

Вру, что жил я в Сербии

До тридцать девятого...
Граждане СССР на 1 сентября 1939 года могли спастись от принудительной выдачи в СССР, только выдав себя либо за жителей территорий, которые были присоединены к СССР после этой даты, либо за русских эмигрантов «первой волны». Поляки, латыши, литовцы, эстонцы, белорусы помогли многим русским избежать принудительной репатриации, спрятав их в своих лагерях. Польские католические ксендзы выдавали им фиктивные свидетельства о крещении.
Некоторые из тех, кто не желал возвращаться в СССР, жили в Германии не в лагерях для «перемещённых лиц», а на частных квартирах либо в разрушенных домах. Они, в отличие от официально зарегистрированных «перемещённых лиц», не получали паёк от UNRRA, а сами добывали себе пропитание, выполняя различные временные работы.
Эмигранты «первой волны», используя своё знание западных нравов, языков, гражданство соответствующих стран, связи, начали борьбу против насильственной репатриации эмигрантов «второй волны» в СССР. В том числе и благодаря их усилиям весной 1946 года американский генерал Эйзенхауэр подписал приказ, в соответствии с которым лица, не совершившие никакого преступления и не желающие возвращения на родину по политическим причинам либо из опасения возможных репрессий, были легализированы под категорией «бесподанные» (stateless). В уставе UNRRA категория «бесподданные» была закреплена 15 декабря 1946 года.
После этого начался процесс переселения «перемещённых лиц» в третьи страны. Аргентина в 1948 году стала первой страной, предоставившей свои визы для русских «перемещённых лиц» без всяких ограничений. В США 25 июня 1948 года был принят Акт о перемещенных лицах (Displaced Persons Act), по которому в США в течение двух лет было допущено 202 тыс. «перемещенных лиц» различных национальностей сверх ежегодной квоты, а также 3 тысячи сирот. Впоследствии этот срок был продлен до 31 декабря 1951 года, а количество виз увеличено. Однако для въезда в США необходимо было иметь гарантийное письмо (affidavit) от граждан или организаций США о финансовом обеспечении и помощи с устройством на работу. Такие документы выдавал, в частности, Толстовский фонд.
Некоторые прожили в лагерях для «перемещённых лиц» по 5-6 лет. Среди зарегистрированных IRO перемещенных лиц больше всего было украинцев — 32,1 %, далее шли выходцы из прибалтийских республик — латыши (24.2 %), литовцы (14.0 %) и эстонцы (13.0 %). На всех них, вместе с белорусами (2.2 %), приходилось 85,5 % зарегистрированных граждан СССР, отказывавшихся от возвращения на родину. Русских среди них было лишь 7,0 % (31 тыс. человек). По данным Управления уполномоченного Совета Министров СССР по делам репатриации, на 1 января 1952 года общее число советских граждан, отказавшихся вернуться на родину, определялось как 451 561 человек (в это число не вошли бывшие советские немцы, ставшие гражданами Западной Германии и Австрии, бессарабцы и буковинцы, принявшие румынское гражданство, и некоторые другие), среди которых было 144 934 украинца, 109 214 латышей, 63 401 литовец, 58 924 эстонца, 31 704 русских, 9856 белорусов и 33 528 прочих.
Центром эмиграции «второй волны» стала Германия, прежде всего Мюнхен, где осела основная масса новых эмигрантов. В 1946 году был создан Межнациональный комитет политических эмигрантов и перемещённых лиц, в 1947 году появился Центр объединенной политической эмиграции (ЦОПЭ). В 1948—1949 годах появились Антибольшевистский центр освободительного движения народов России (АЦОДНР), Союз борьбы за освобождение народов России (СБОНР), Союз воинов освободительного движения (СВОД), Боевой союз молодёжи России. Многие эмигранты «второй волны» вступили в Народно-трудовой союз (НТС), некоторые работали на радио «Свобода» (до 1959 года — «Радио Освобождение») в Мюнхене.
Среди эмигрантов «второй волны» было немало людей, посвятивших себя литературному творчеству. В 1958 году в издательстве ЦОПЭ вышел сборник «Литературное зарубежье» с произведениями И. Елагина, С. Максимова, Д.Кленовского, Л. Ржевского, О. Ильинского, Н. Нарокова, Б. Ширяева, О. Анстей, Б. Филиппова, В. Юрасова, Н. Моршена, В. Свена (Кульбицкого).
Но многие эмигранты «второй волны» не собирались привлекать лишнего внимания к себе из страха быть выданными в СССР, не поддерживали связей друг с другом.